# 凌伯棠
凌伯棠（1931年10月29日—2007年3月19日），男，广东中山人，中华人民共和国政治人物，曾任中共广东省委常委，广东省人民政府副省长，广东省人大常委会副主任，第八、九届全国人大代表。